# Simone Weilová
Simone Adolphine Weilová, francouzsky Simone Weil ([simon vej], 3. února 1909 Paříž –24. srpna 1943 Ashford, hrabství Kent) byla francouzská filosofka, sociální reformátorka a mystička.

## Život
Narodila se v zámožné rodině agnostického lékaře židovského původu; její bratr byl matematik André Weil.
Měla velmi chatrné zdraví, zato zcela mimořádné nadání: už jako dítě se naučila řecky a když později objevila Bhagavadgítu, naučila se i sanskrt. Studovala na pařížském Lyceu Jindřicha IV., kde byl jejím milovaným učitelem filosofie Émile Chartier, známý pod pseudonymem „Alain“. Roku 1928 se u přijímací zkoušky na École normale supérieure umístila jako první, před Simone de Beauvoir. Studovala filosofii a brzy na sebe upozornila svými radikálními politickými postoji (radikalismem), zejména obhajobou dělníků. Od roku 1931 učila filosofii na gymnáziu v Le Puy.
Už jako mladá dívka se sama označovala za bolševičku a psala do odborářských časopisů, nespokojila se však s radikální rétorikou socialistů, nýbrž chtěla rehabilitovat význam práce pro člověka vůbec. Práce není prokletím, nýbrž vyjadřuje podstatnou souvislost člověka se světem (bytí), je jeho vlastním místem a posláním:
Práce: původní smlouva člověka s přírodou, duše s jejím tělem.“

V roce 1934 nastoupila jako dělnice v automobilce, roku 1941 pracovala na statku. Pro špatné zdraví to nevydržela dlouho, nicméně získala pozoruhodný vhled do podmínek, v nichž dělníci tehdy pracovali a žili. S oficiálním marxismem se brzy rozešla a do občanské války ve Španělsku se přihlásila mezi anarchisty. Když se na jaře 1937 po zranění léčila v italském Assisi, v kapličce Panny Marie Andělské ji podle jejích vlastních slov „něco silnějšího než já“ přimělo si poprvé v životě kleknout. Její život i myšlení se od té doby obrátily hlavně k náboženství; psala úvahy na různá náboženská témata (např. o modlitbě Otčenáš).

Odmítla konvertovat ke katolictví, ačkoliv byla často v kontaktu (osobně i dopisy) s dominikánem Perrinem, ale zajímala se důkladně i o náboženství řecké, o buddhismus a Upanišady – i když odmítala náboženský synkretismus.
Každé náboženství je jediné pravé, to znamená, že mu musíme věnovat takovou pozornost, jako kdyby žádné jiné nebylo. Každý pokus o syntézu znamená nedostatek pozornosti.

Po pádu Francie roku 1940 odešla nejprve do Marseille, roku 1942 odvezla své rodiče do USA, sama však odjela do Londýna, protože chtěla být blíž válečnému utrpení druhých a pracovat pro francouzské hnutí odporu generála de Gaulla. Ze solidarity s trpícími doma odmítala odpočívat a málo jedla, takže onemocněla tuberkulózou a ve 34 letech zemřela v anglické nemocnici. Albert Camus po válce napsal, že si nedovede představit obnovu Evropy, která by ignorovala nároky Simone Weilové.

## Myšlení
Myšlení Simone Weilové se vyznačuje mimořádnou hloubkou i úsilím o jasnost a přesnost, netvoří však žádný filosofický systém. Je totiž vedeno vědomím velké, až zdrcující vážnosti, odpovědnosti za druhé, za lidskou společnost a za svět, v němž Weilová postupně objevila zázrak Stvoření.
Bůh dává tomuto vesmíru existenci a přestává mu poroučet. Nechává místo sebe vládnout jednak mechanickou nutnost, jež patří k látce, včetně psychické látky duší, jednak podstatnou svobodu myslících bytostí.

Velikost člověka spočívá v jeho svobodě, která je však nutně spojena s odpovědností. Vůči druhým – zejména vůči chudým a utlačovaným – se tato odpovědnost projevuje jako solidarita, kterou nelze nahradit jen společenskými reformami. Vůči světu není člověk jen nezúčastněným pozorovatelem, nýbrž účastníkem dění Vesmíru, k němuž získává skutečný vztah jen tak, že jej přijímá a obdivuje. Proto Weilová tolik zdůrazňuje význam krásy.
Získat nějakou vědomost nás přibližuje pravdě jen pokud je to poznání něčeho, co milujeme, jinak ne.

Duch nemusí věřit v existenci ničeho – Upanišady, taoisté i Platón užívají skeptický filosofický postoj jako očistný. Proto je jediným orgánem doteku s existencí její přijetí, láska. Proto je krása totožná se skutečností, proto je radost totožná s pocitem skutečnosti.

Umění je pokus přenést do konečného množství látky, ztvárněné člověkem, nekonečnou krásu celého Vesmíru.

Člověk je především tím, kdo dostal a dostává, takže základem lidských i společenských vztahů není prosazování vlastních práv, nýbrž naopak uznání práv druhých a vlastních závazků vůči nim.
Pojem závazku má přednost před pojmem práva, který je mu podřízený a relativní. Právo není účinné samo o sobě, nýbrž pouze díky závazku, který mu odpovídá. Účinné naplnění nějakého práva nepochází od toho, kdo je má, nýbrž od ostatních, kteří uznávají svůj závazek vůči němu. Závazek je účinný, jakmile je uznán, ale i když není, neztrácí nic z plnosti svého bytí. Právo, jež nikdo neuznává, mnoho neznamená.

Ani pravda není jen vlastností pravdivých soudů, něčím, co lze prostě konstatovat, nýbrž je skutečnou silou, energií:
Řecké slovo, jež překládáme jako duch, ve starověku znamenalo ohnivý dech, to, co věda dnes označuje jako energii. To, co překládáme jako „duch pravdy“, znamená energii pravdy, pravdu jako působící sílu.

Základní postoj úžasu před světem a jeho stvořitelem, před nímž člověk sám ustupuje do pozadí, mlčí a nechává se oslovit krásou, je základem střízlivé a racionální mystiky Simone Weilové. Jen člověk, který dokáže umenšit sám sebe a zkrotit své sebestředné zájmy, zažije pravé štěstí a krásu, která přichází jako dar.
Pozornost znamená, že potlačíme své myšlení, dáme je prázdné k dispozici, aby do něho mohl pronikat předmět.

Když člověk poslouchá Bacha nebo gregoriánský chorál, všechny schopnosti duše zmlknou a snaží se zachytit tuto dokonale krásnou věc, a to každá po svém, včetně intelektu. Ten v ní nenajde nic, co by se dalo potvrdit nebo popřít, ale živí se jí. Není víra také přilnutím tohoto druhu? Tajemství víry degradujeme, když je činíme předmětem přitakání nebo popření, neboť mají být předmětem nazírání.

Jako se člověk učí číst, jako se učí řemeslu, učí se také ve všem cítit především a skoro jen to, jak Vesmír poslouchá Boha. To je skutečné učení a jako každé učení vyžaduje úsilí a čas.“

Jedna z nejvzácnějších radostí pozemské lásky, sloužit milovanému, aniž by o tom věděl, je v případě Boží lásky možná jen skrze ateismus.

## Dílo

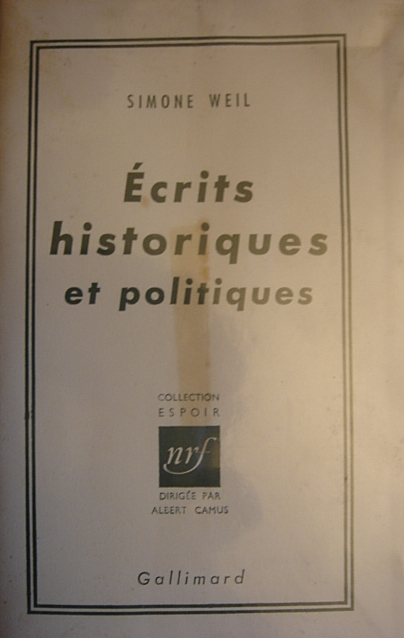
Ecrits historiques et politiques, Simone Weil

Kromě příležitostných článků většina jejího díla vyšla až posmrtně, z rukopisné pozůstalosti. Sebrané spisy vycházejí od roku 1988, zatím vyšlo osm svazků. Hlavní spisy:
- La pesanteur et la grace (Tíže a milost, 1947)
- L´enracinement (Zakořenění, 1949)
- Attente de Dieu (Očekávání Boha. Výbor z dopisů z posledních let života, 1950)
- La condition ouvriere (Dělnický úděl, 1951)
- La source Grecque (Řecký pramen, 1953)
- Oppression et liberté (Útlak a svoboda, 1955)
- Lecons de philosophie (Filosofické přednášky, 1959)
- Sur la science (O vědě, 1966)

### Česky a slovensky vyšlo
- Weil, Simone a Formánková, Eva, ed. Dobro, mez a rovnováha: (výbor ze Sešitů). Překlad Eva Formánková. Vyd. 1. Praha: Mladá fronta, 1996. 177 s. (Váhy; sv. 15). Dostupné online. ISBN 80-204-0596-8.
- Weil, Simone a Lussy, Florence de, ed. Duchovná autobiografia: výber z textov (s úvodnými textami a poznámkami Florence de Lussy). 1. vyd. Bratislava: Kalligram, 2006. 222 s. (Filozofia do vrecka). ISBN 80-7149-807-6.
- Weil, Simone. Tiaž a milosť. Překlad Andrej Záthurecký. 1. vyd. Bratislava: Kalligram, 2009. 207 s. (Filozofia do vrecka). ISBN 978-80-8101-027-9.
- Weil, Simone. Tíže a milost. Překlad Alan Beguivin. 1. vyd. Praha: Kalich, 2009. 186 s. (Kairos; 6). ISBN 978-80-7017-123-3.
- Weilová, Simone a Davyová, Marie-Madeleine. List Joëovi Bousquetovi a iné texty. Bratislava: Hronka, 2017. 216 s. ISBN 978-80-9717-438-5.
- Weilová, Simone. Tiaž a milosť. Překlad Andrej Záthurecký. 2. vyd. Bratislava: Európa, 2021. 168 s. ISBN 978-80-8237-000-6.
- Weilová, Simone. Zakorenenosť. Překlad Andrej Záthurecký. Bratislava: Európa, 2023. 304 s. ISBN 978-80-8237-022-8.
- Weilová, Simone. Duchovná autobiografia (Výber z textov a listov). Překlad Andrej Záthurecký. 2. opravené a rozšířené vyd. Bratislava: Európa, 2025, 246 s. ISBN 978-80-8237-039-6.

## Divadelní inscenace
- 2014 Mlčky křičet (divadelní inscenace o Simone Weilové), Studio Hrdinů, režie: Jan Nebeský[13]